# Cameron Porter
Cameron Porter est un joueur de soccer américain, né le 23 mai 1993 à Centerville dans l'Ohio, évoluant au poste d'attaquant. Depuis janvier 2018, il est retiré du soccer professionnel.

## Biographie

### Parcours universitaire
Cameron Porter fait des études en science de l'informatique à la prestigieuse université de Princeton. Il joue au soccer en NCAA avec les Tigers sous la direction de l'entraîneur-chef Jim Barlow et de son assistant Jesse Marsch. Lors de sa saison sénior, il marque 15 buts en 17 rencontres, ce qui fait de lui le meilleur marqueur au niveau collégial américain de l'année et lui vaut d'être nommé Joueur offensif de l'année de l'ECAC en 2014.
Cameron Porter reçoit une invitation de dernière minute pour le camp de détection des recrues de la MLS en vue de la MLS SuperDraft 2015.

### Parcours professionnel
Il est repêché par l’Impact de Montréal au troisième tour, en 45e choix, lors de la SuperDraft de la MLS, le 21 janvier 2015. Faisant ses preuves lors du camp de préparation de la saison, il signe un contrat professionnel avec l'Impact le 7 février.
Le 3 mars 2015, il marque un « but historique » à la 94e minute, durant les arrêts de jeu, créant ainsi l'égalité 1-1 contre l'équipe mexicaine du CF Pachuca, et qualifiant de cette manière pour la première fois de son histoire l'Impact de Montréal en demi-finale de la Ligue des champions de la CONCACAF.
Il est titularisé pour la première fois avec l'Impact contre le LD Alajuelense en demi-finale. Il dispute l'intégralité du match et donne la passe décisive à Ignacio Piatti pour inscrire le premier but montréalais (score final 2-0). Trois jours plus tard, il est de nouveau titularisé contre le Revolution de la Nouvelle-Angleterre à Foxborough. A la 20e minute du match, il retombe mal sur la surface synthétique du Gillette Stadium et se tord le genou. Touché aux ligaments, cette blessure l'éloigne des terrains pour une période de neuf à douze mois, ce qui met un terme à sa saison.
En 2016, il participe à trois rencontres avec le FC Montréal, équipe réserve de l'Impact en USL en plus de rentrer en jeu à deux reprises lors de la ronde des demi-finales du Championnat canadien contre le Toronto FC. N'ayant donc peu de temps de jeu en raison de la concurrence accrue au poste d'attaquant dans l'équipe, il est échangé contre le défenseur latéral gauche du Sporting de Kansas City, Amadou Dia, le 12 juillet 2016.
Comme à Montréal, son parcours avec le Sporting est caractérisé par de longues blessures qui l'éloignent des terrains. Il prend alors la décision de quitter le monde du soccer professionnel quand il annonce sa retraite sportive le 29 janvier 2018.

## Statistiques
| Saison                | Club                    | Championnat           | Championnat | Championnat | Coupe(s) nationale(s) | Coupe(s) nationale(s) | Compétition(s) continentale(s) | Compétition(s) continentale(s) | Compétition(s) continentale(s) | Séries | Séries | Total | Total |
| Saison                | Club                    | Division              | M.          | B.          | M.                    | B.                    | Comp.                          | M.                             | B.                             | M.     | B.     | M.    | B.    |
| 2015                  | Impact de Montréal      | MLS                   | 2           | 0           | 0                     | 0                     | LCC                            | 3                              | 1                              | 0      | 0      | 5     | 1     |
| 2016                  | Impact de Montréal      | MLS                   | 0           | 0           | 2                     | 0                     | -                              | -                              | -                              | -      | -      | 2     | 0     |
| 2016                  | Sporting de Kansas City | MLS                   | 2           | 0           | -                     | -                     | LCC                            | 4                              | 1                              | 0      | 0      | 6     | 1     |
| 2017                  | Sporting de Kansas City | MLS                   | 1           | 0           | 1                     | 0                     | -                              | -                              | -                              | 0      | 0      | 2     | 0     |
| Total sur la carrière | Total sur la carrière   | Total sur la carrière | 5           | 0           | 3                     | 0                     | -                              | 7                              | 2                              | 0      | 0      | 15    | 2     |